# Susan DeMattei
Susan Marie DeMattei (* 15. Oktober 1962 in Marin County) ist eine ehemalige US-amerikanische Mountainbikerin, die im Cross Country aktiv war.

## Sportlicher Werdegang
Mit dem Radsport begann DeMattei an der California State University, Chico. Zunächst nahm sie am Triathlon und an Straßenrennen teil, 1987 kam sie zum Mountainbikesport. Von 1990 bis 1996 stand sie im Cross-Country regelmäßig auf dem Podium des UCI-Mountainbike-Weltcups und der NORBA Championship Series, 1991 und 1994 gewann sie jeweils ein Weltcup-Rennen.
Ihre größten sportlichen Erfolge erzielte DeMattei 1994 mit den Gewinn der Silbermedaille bei den UCI-Mountainbike-Weltmeisterschaften und 1996 mit dem Gewinn der Bronzemedaille bei den Olympischen Sommerspielen in Atlanta. Nach den Olympischen Spielen beendete sie ihre sportliche Laufbahn.
Nach ihrer Karriere hat DeMattei den ehemaligen US-amerikanischen Mountainbiker Dave Wiens geheiratet und einen Sohn geboren. Sie lebt in Gunnison (Colorado) und arbeitet in der chirurgischen Abteilung eines örtlichen Krankenhauses.

## Ehrungen
- 1997 Aufnahme in die Mountain Bike Hall of Fame[2]
- 2012 Aufnahme in die United States Bicycling Hall of Fame

## Erfolge
1991
- ein Weltcup-Erfolg – Cross-Country XCO

1994
- Weltmeisterschaften – Cross-Country XCO
- ein Weltcup-Erfolg – Cross-Country XCO

1996
- Olympische Spiele – Cross-Country XCO